# Felicia Pearson
Felicia Pearson, född 18 maj 1980 i Baltimore i Maryland, är en amerikansk skådespelerska och rappare som medverkade i TV-serien The Wire som karaktären Felicia "Snoop" Pearson.